# Christoph Daum
Christoph Paul Daum (n. 24 octombrie 1953, Zwickau, Karl-Marx-Stadt District⁠(d), RDG – d. 24 august 2024, Köln, Germania) a fost un antrenor de fotbal și fost fotbalist german. A fost selecționer al echipei naționale de fotbal a României în perioada 7 iulie 2016 - 14 septembrie 2017.

## Cariera de jucător
Daum a început cariera de fotbalist în 1971 în liga de tineret cu Hamborn 07, apoi s-a transferat în 1972 la Eintracht Duisburg. Cariera sa ca jucător a fost scurtă, evoluând doar șapte sezoane, pentru doar două echipe: Eintracht Duisburg (1972-1975) și la amatori de 1. FC Köln (1975-1979), perioadă în care nu a reușit să marcheze vreun gol.

## Cariera de antrenor

### Munca în Germania și plecarea în Turcia
După ce a terminat cariera de jucător, a obținut licența de antrenor de la Federația Germană de Fotbal și a început activitatea în sezonul 1985/86 ca antrenor secund cu 1. FC Köln. În 1986 a devenit antrenor principal. A devenit de două ori vicecampion național cu 1. FC Köln. În timpul Campionatului Mondial de Fotbal 1990, Daum a fost eliberat din funcție de către președintele lui FC Köln, Dietmar Artzinger-Bolten.
În noiembrie 1990 s-a transferat la VfB Stuttgart, unde a câștigat campionatul german în 1992. În următorul sezon, Daum a comis o greșeală în prima rundă a Cupei Europene împotriva echipei Leeds United, pe 30 septembrie 1992, introducând ilegal în echipă un al patrulea jucător străin. Jocul a fost reprogramat, iar Leeds a câștigat la rejucare, astfel VfB a ratat faza grupelor Ligii Campionilor. În pauza de iarnă 1993/94 Daum a fost concediat.
Începând din 1994 Daum a lucrat la clubul turc Beşiktaş JK Istanbul. A câștigat Cupa Turciei în 1994 și în sezonul 1994-95, campionatul Turciei. În sezonul 1995-96 a fost demis după meciurile pierdute cu Kocaelispor⁠(en)[traduceți] și Vanspor⁠(en)[traduceți].

### Antrenor la Bayer Leverkusen și abuzul de cocaină

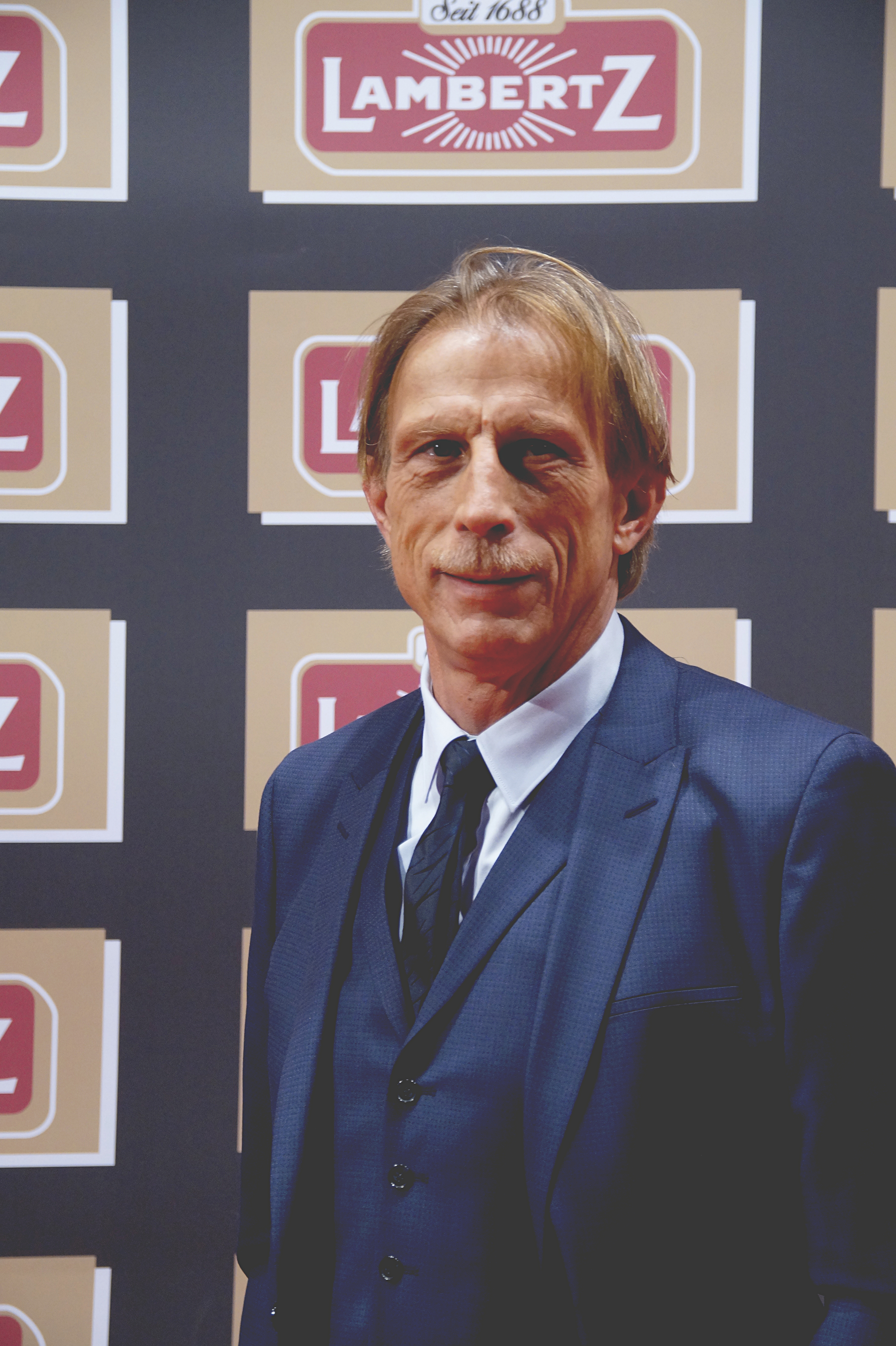
Antrenorul Daum a devenit cunoscut prin performanțele obținute în Germania, Austria și Turcia

Doi ani mai târziu, în 1996, Daum s-a întors în Germania ca să antreneze echipa Bayer Leverkusen. A avut mare succes la Bayer Leverkusen, clasându-se de trei ori pe locul secund în Bundesliga în patru ani de antrenorat. După Campionatul European de Fotbal din 2000, Daum a fost chemat să antreneze echipa națională germană. Presa a raportat zvonuri că Daum făcuse chefuri pe bază de cocaină și orgii cu prostituate. Daum a amenințat presa și a dat probe de păr autorităților să convingă pe toată lumea despre nevinovăția lui. Probele au arătat că el a fost consumator de cocaină, dar a declarat presei că firele de păr nu erau ale lui. Cu toate acestea, un an mai târziu, confruntat cu perspectiva de a petrece un timp în închisoare, Daum a recunoscut că a consumat cocaină. Între timp, acordul său pentru a deveni antrenorul echipei naționale a fost anulat de către Federația Germană de Fotbal la data de 21 octombrie 2000 și Rudi Völler, până atunci interimar, a fost numit antrenor principal.

### La Austria Viena și înapoi în Turcia
Ca urmare a așa-numitei „Afaceri-Daum”, a fost concediat de la Bayer Leverkusen și a fost în imposibilitate de a găsi un club  la care să lucreze în Germania. În timp ce era încă judecat în Germania, el s-a întors la fosta sa echipă, Beşiktaş, unde a lucrat din martie 2001 până în mai 2002. După aceea, s-a mutat la Austria Viena, la 4 octombrie 2002, cu care a câștigat campionatul.
Din iulie 2003, a fost antrenor principal la Fenerbahçe SK. Daum a câștigat două campionate consecutive în liga din Turcia în 2004 și 2005. În timp ce eșecul său de a reuși în Liga Campionilor a fost adesea criticată în presa turcă, îmbunătățirile în cadrul gestiunii sale la Fenerbahçe au fost semnificative. La sfârșitul sezonului 2005-06, din cauză că Fenerbahçe a pierdut titlul național în favoarea rivalilor de la Galatasaray în ultima săptămână a Ligii, Daum a demisionat.

### Revenirea la 1. FC Köln
Daum a semnat cu formația 1. FC Köln pe 19 noiembrie 2006, contractul fiind prelungit până în 2010. Köln a revenit în Bundesliga, după ce a terminat pe locul trei în liga a doua din Germania în sezonul 2007-08. Daum a plecat de la club pe 2 iunie 2009.

### Înapoi la Fenerbahçe
Daum a semnat un contract pe trei ani cu Fenerbahçe pe 2 iunie 2009. În primul și singurul său sezon la echipă din cele trei preconizate, Daum a pierdut titlul de campion în favoarea formației Bursaspor și finala cupei cu Trabzonspor.
Pe 25 iunie 2010, Fenerbahçe s-au despărțit de Daum.

### Eintracht Frankfurt
Pe 22 martie 2011, a fost confirmat faptul că Daum a semnat un contract cu Eintracht Frankfurt ca antrenor, după ce clubul l-a demis pe Michael Skibbe⁠(en)[traduceți] după o scădere în Bundesliga în a doua jumătate a sezonului.
El a plecat de la club pe 16 mai, la două zile după ce retrogradarea clubului a fost confirmată. Daum a antrenat în doar șapte jocuri și nu a reușit să obțină vreo victorie, având trei egaluri și patru înfrângeri, insuficiente pentru salvarea de la retrogradare.

### Club Brugge
Pe 9 noiembrie 2011, după o pauză de șase luni, Daum a preluat funcția de antrenor al echipei belgiene Club Brugge. Pornind de la o bună organizare în defensivă, Brugge a câștigat patru meciuri interne cu 1-0 sub conducerea lui Daum, și, de asemenea, o victorie cu 3-4 în returul din deplasare asupra echipei NK Maribor în Europa League, în faza grupelor, după ce Club Brugge era  condusă cu 3-0 cu 17 minute înainte de finalul meciului.
Daum a adus echipa lui Brugge pe locul 2 în sezonul 2011-12. După sfârșitul sezonului, el a cerut clubului să părăsească poziția sa de antrenor principal din cauza unor motive familiale și clubul i-a acceptat cererea.

### Bursaspor
Pe 14 august 2013, Daum a preluat funcția de antrenor principal la Bursaspor. El a fost demis pe data de 24 martie 2014.

### Naționala României
Pe 7 iulie 2016, după doi ani de pauză, Daum a început prima sa experiență la o reprezentativă națională, semnând un contract pentru doi ani cu selecționata României. Contractul era în valoare de 500.000 de euro pe an, cu o primă de îndeplinire a obiectivului de 600.000 de euro. La începutul mandatului, Daum s-a angajat să nu părăsească naționala în cazul în care i se va propune un alt contract, mai favorabil din punct de vedere financiar.
Obiectivul care i-ar fi adus prima de 600.000 de euro era calificarea la Campionatul Mondial de Fotbal din 2018, dar naționala pe care avea să o antreneze se afla într-o grupă cu Polonia și Danemarca. Un alt obiectiv a fost promovarea de jucători tineri, întrucât fostului selecționer, Anghel Iordănescu, i se reproșase de către conducerea Federației Române de Fotbal (FRF) că echipa națională are o medie de vârstă prea mare, președintele FRF Răzvan Burleanu considerând că Daum „are profil de formator în construcția echipelor”.
Într-adevăr, primele meciuri ale naționalei României în mandatul lui Daum au marcat renunțarea la unii jucători mai în vârstă, ca Lucian Sânmărtean și Răzvan Raț, aducând în premieră pe Răzvan Marin, Dorin Rotariu și Romario Benzar.
Rezultatele au fost însă mai puțin favorabile. În primul meci, a reușit doar o remiză pe teren propriu cu Muntenegru, în care România a reușit să marcheze pe final de meci, pentru a fi egalată în ultimul minut și a rata un penalty prin Nicușor Stanciu în prelungiri. Meciul următor, victorie cu 5–0 cu Armenia în deplasare, părea să dea speranțe, dar în deplasarea din Kazahstan, naționala antrenată de Daum nu a putut marca după un meci jucat pe un gazon artificial alunecos, în care a acuzat duritatea adversarului și erori de arbitraj. Campania din toamna lui 2016 s-a încheiat cu o înfrângere clară, 0–3 pe teren propriu contra favoritei grupei, Polonia, printr-un gol marcat la începutul meciului în urma unei erori personale, și altele două înscrise pe final pe fondul tentativelor României de a egala. Coroborată cu cele două remize din toamnă, cu Kazahstan și Muntenegru, această înfrângere a compromis în mare parte șansele de calificare ale naționalei.
Campania din primăvara lui 2017 a inclus doar două meciuri, dar din cele mai dificile, meciul pe teren propriu cu Danemarca și deplasarea din Polonia. Deși Daum considera că înaintea primului meci a ajuns în sfârșit la un mix potrivit de tineri de perspectivă și jucători cu experiență, acesta a relevat criza gravă de forță ofensivă a naționalei, acesta fiind al patrulea meci consecutiv în care România nu înscrie. Seria de meciuri fără gol marcat a fost întreruptă abia de golul de onoare marcat de Bogdan Stancu împotriva Poloniei, pe Stadionul Național din Varșovia, când deja scorul era 3–0 pentru gazde.
Cu calificarea deja compromisă, miza campaniei din toamna lui 2017 mai era doar acumulare de puncte pentru a obține o grupă mai puțin defavorabilă pentru calificările la Campionatul European de Fotbal 2020 și accesul într-o categorie mai înaltă în Liga Națiunilor UEFA. Criza ofensivei a continuat, în meciul cu Armenia de pe teren propriu România reușind să marcheze un gol valabil abia în prelungirile meciului, și în Muntenegru fiind învinsă cu doar un gol primit.
Deși i s-a cerut în mod repetat, încă de la înfrângerea pe teren propriu contra Poloniei din toamna lui 2016, să demisioneze, Daum a insistat să-și ducă mandatul până la capăt, declarând că echipa este încă în reconstrucție, acuzând presa de căutare obstinentă a vinovaților și anunțând că a avansat la FRF unele propuneri de ameliorare a jocului naționalei. Într-un inverviu acordat pe data de 10 august 2017 Christoph Daum a declarat despre Gazeta Sporturilor: „pentru mine, acest ziar este bun doar pentru a pune peștele în el. Doar la asta este bun acest ziar.”

## Palmares

### Jucător
Ammatori de 1. FC Köln
- Campion de amatori: 1980–81[7]

### Antrenor
VfB Stuttgart
- Campion Bundesliga: 1991–92[9]
- Supercupa Germaniei: 1992

1. FC Köln
- Vicecampion Bundesliga: 1988–89, 1989–90

Beşiktaş
- Campion Süper Lig: 1994–95[9]
- Cupa Turciei: 1993–94

Bayer Leverkusen
- Vicecampion Bundesliga: 1996–97, 1998–99, 1999–00

Austria Viena
- Campion Bundesliga (Austria): 2002–03
- Cupa Austriei: 2002–03

Fenerbahçe
- Campion Süper Lig: 2003–04, 2004–05[9]
- Supercupa Turciei: 2009

Club Brugge
- Vicecampion Prima Ligă Belgiană: 2011–12

## Statistică managerială
La 4 septembrie 2017.
| Echipa              | De la              | Până la            | Rezultate | Rezultate | Rezultate | Rezultate | Rezultate | Rezultate |
| Echipa              | De la              | Până la            | J         | V         | E         | P         | V %       | Ref.      |
| ------------------- | ------------------ | ------------------ | --------- | --------- | --------- | --------- | --------- | --------- |
| 1. FC Köln          | 22 septembrie 1986 | 28 iunie 1990      | 154       | 78        | 43        | 33        | 50,65     | [ 48 ]    |
| VfB Stuttgart       | 20 noiembrie 1990  | 10 decembrie 1993  | 129       | 57        | 38        | 34        | 44,19     | [ 49 ]    |
| Beşiktaş            | 6 ianuarie 1994    | 6 mai 1996         | 98        | 62        | 18        | 18        | 63,27     |           |
| Bayer Leverkusen    | 1 iulie 1996       | 21 octombrie 2000  | 185       | 91        | 57        | 37        | 49,19     | [ 51 ]    |
| Beşiktaş            | 8 martie 2001      | 30 iunie 2002      | 49        | 26        | 11        | 12        | 53,06     |           |
| Austria Viena       | 4 octombrie 2002   | 30 iunie 2003      | 30        | 17        | 4         | 9         | 56,67     |           |
| Fenerbahçe          | 1 iulie 2003       | 16 iunie 2006      | 134       | 89        | 18        | 27        | 66,42     |           |
| 1. FC Köln          | 19 noiembrie 2006  | 2 iunie 2009       | 90        | 36        | 19        | 35        | 40        | [ 48 ]    |
| Fenerbahçe          | 2 iunie 2009       | 25 iunie 2010      | 56        | 36        | 9         | 11        | 64,29     |           |
| Eintracht Frankfurt | 22 martie 2011     | 16 mai 2011        | 7         | 0         | 3         | 4         | 0         | [ 56 ]    |
| Club Brugge         | 9 noiembrie 2011   | 30 iunie 2012      | 31        | 19        | 3         | 9         | 61,29     |           |
| Bursaspor           | 14 august 2013     | 24 martie 2014     | 22        | 10        | 7         | 5         | 45,45     | [ 57 ]    |
| România             | 7 iulie 2016       | 14 septembrie 2017 | 10        | 3         | 3         | 4         | 30        |           |
| Total               | Total              | Total              | 995       | 524       | 233       | 238       | 52,66     | —         |